# Kavanagh (série télévisée)
Pour les articles homonymes, voir Kavanagh.
Kavanagh (Kavanagh Q.C.) est une série télévisée britannique en 29 épisodes de 100 minutes, créée par Ted Childs et Susan Rogers et diffusée entre le 3 janvier 1995 et le 25 avril 2001 sur le réseau ITV1.
En France, la série a été diffusée à partir du 8 octobre 2004 sur TMC. Elle reste inédite dans les autres pays francophones.

## Synopsis
Cette série met en scène l'avocat James Kavanagh qui, d'origine modeste, est finalement devenu une grande figure du barreau.

## Distribution
- John Thaw : Kavanagh
- Oliver Ford Davies : Peter Foxcott
- Nicholas Jones (en) : Jeremy Aldermarten
- Cliff Parisi (en) : Tom Buckley (22 épisodes)
- Lisa Harrow (en) : Lizzie Kavanagh (16 épisodes, saisons 1 à 3)
- Tom Brodie (en) : Matt Kavanagh (15 épisodes, saisons 1 à 5)
- Daisy Bates : Kate Kavanagh (13 épisodes)
- Anna Chancellor : Julia Piper (11 épisodes, saisons 1 à 3)
- Jenny Jules (en) : Alex Wilson (10 épisodes, saisons 1 à 4)
- Valerie Edmond : Emma Taylor (saison 4)
- Arkie Whiteley : Helen Ames (6 épisodes, saison 2 et 3)
- Geraldine James : Eleanor Harker (5 épisodes, saisons 1 à 5)

## Épisodes

### Première saison (1995)
1. Rien que la vérité (Nothing But the Truth)
2. Pour l'amour de Ryan (Heartland)
3. Une affaire de famille (A Family Affair)
4. Une belle réussite (The Sweetest Thing)

### Deuxième saison (1996)
1. Le Pacte (True Commitment)
2. Mémoire courte (Men of Substance)
3. Incendie à bord (The Burning Deck)
4. Sentiment d'échec (A Sense of Loss)
5. Un étranger dans la famille (A Stranger in the Family)
6. Un travail bien fait (Job Satisfaction)

### Troisième saison (1997)
1. Mutisme (Mute of Malice)
2. Monnaie de singe (Blood Money)
3. Vieille histoire (Ancient History)
4. Valise diplomatique (Diplomatic Baggage)
5. Les Liens du sang (The Ties That Bind)
6. À la grâce de Dieu (In God We Trust)

### Quatrième saison (1998)
1. Memento mori (Memento Mori)
2. Compassion (Care in the Community)
3. Légitime défense (Briefs Trooping Gaily)
4. Un témoin capital (Bearing Witness)
5. L'Innocence personnifiée (The Innocency of Life)
6. Calculs mortels (Dead Reckoning)

### Cinquième saison (1999)
1. De père en fille (Previous Convictions)
2. L'Amour éternel (The More Loving One)
3. Un instant d'abandon (Time of Need)
4. Fin de partie (End Games)

### Sixième saison (2001)
1. La Cerise sur le gâteau (The End of Law)